# Noord-Lombok
Noord-Lombok (Indonesisch: Lombok Utara) is een regentschap in de Indonesische provincie West-Nusa Tenggara, in het noorden op het eiland Lombok.
Het regentschap is onderverdeeld in vijf onderdistricten (kecamatan):
- Bayan
- Gangga
- Kayangan
- Tanjung
- Pemenang